# 蝶翠苑

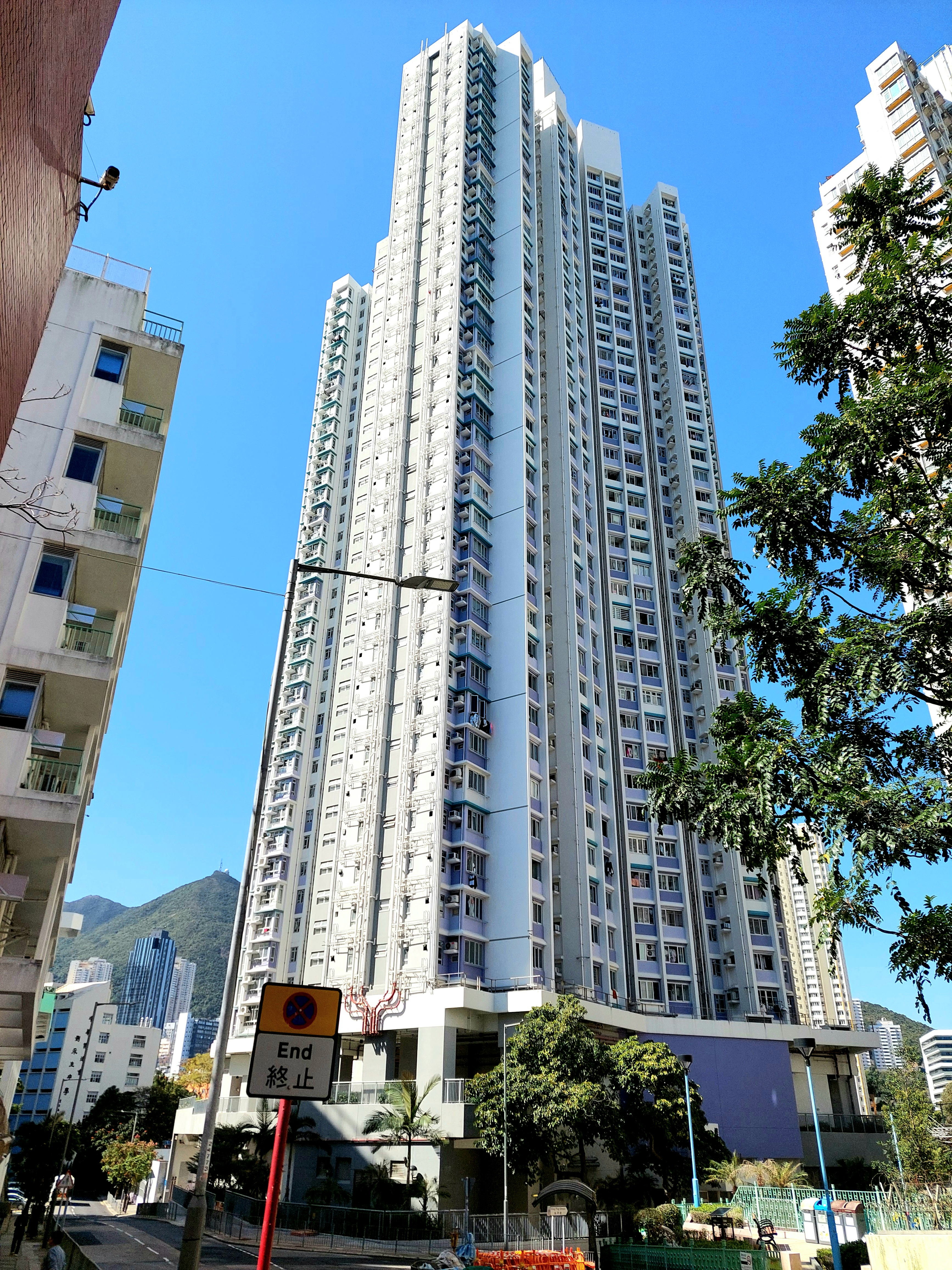
蝶翠苑東南面

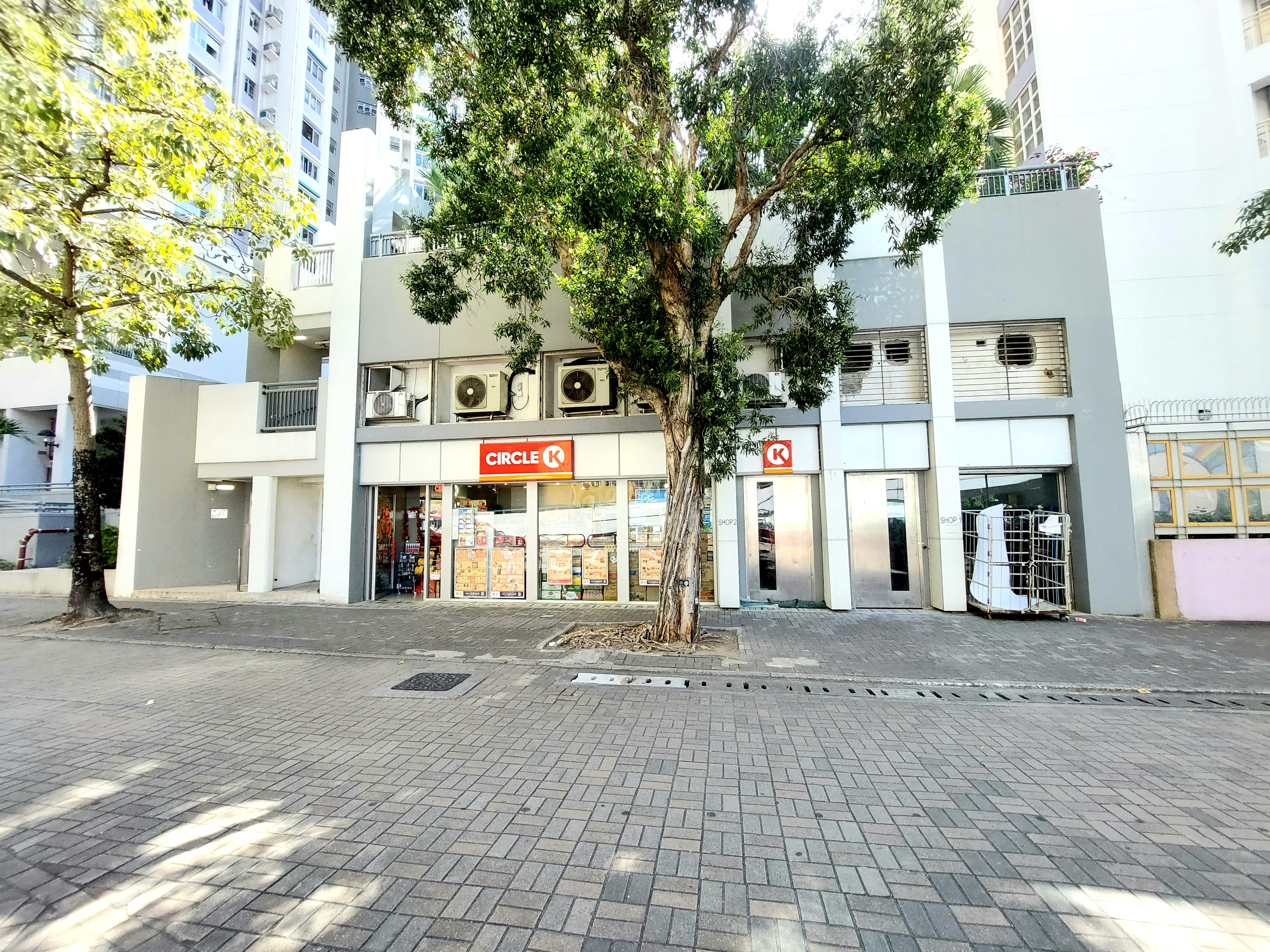
屋苑設有兩間街舖，左面為OK便利店，右面曾開設「煲麵館」（2023年）及「德新燒味煲仔飯」（2024年），惟皆已結業

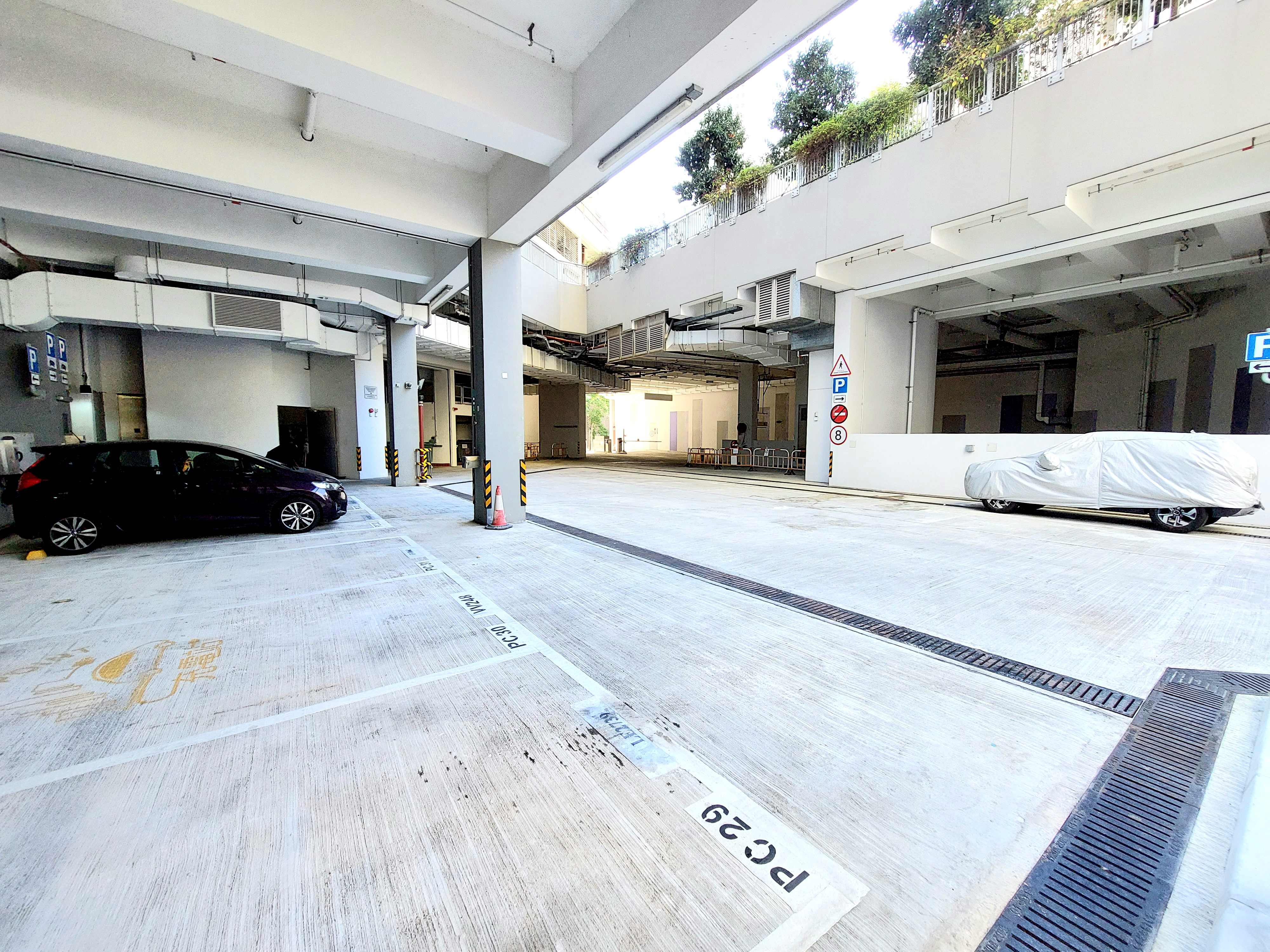
停車場

蝶翠苑（英語：Dip Tsui Court），是香港房屋委員會之綠表置居計劃屋苑，位於香港柴灣柴灣道388號，鄰近柴灣邨、工業區、港鐵站、泳池及東區走廊，是港島區首個綠置居屋苑。屋苑由房屋署總建築師（發展及標準策劃）負責設計，並由周林建築師事務所負責詳細設計。屋苑已於2022年6月15日獲發入伙紙，並於7月起入伙。

## 歷史
蝶翠苑與毗鄰的聖公會柴灣聖米迦勒小學前身為1966年落成的舊柴灣邨第13座，於1999年拆卸。
清拆後，13座西面土地改建為小學，而劃作休憩用地的東面土地一直空置，及後曾改作政府苗圃。為配合政府的增建房屋政策，此地於2016年6月恢復作公屋用途，並於2018年動工。
所有單位於2019年3月列入綠表置居計劃，同年10月簽立地契，並與青衣青富苑一併於同年12月接受申請，但命名則於同年11月才公佈。
屋苑推售呎價為6,100元，售價介乎約98萬至207萬，於2020年6月29日起揀樓，並預計於2022年8月31日完工。屋苑亦是柴灣邨原址上重建的最後一座樓宇，亦象徵該邨歷時47年的重建工程正式圓滿結束。
「綠置居2019」最後一批申請人已於2020年12月9日揀樓。但是，由於發售的兩個屋苑選址及單位設計並不理想，加上局勢及疫情影響，蝶翠苑在最後一日推售後，尚有極低層的7伙未售。有關單位已撥入「綠置居2020/21」出售，並於2021年10月29日開始揀樓。至2022年1月3日，隨著最後一伙售出，蝶翠苑所有單位均已售罄。

## 屋苑資料
屋苑僅設一座高36層樓宇，提供828伙，實用面積為187至320平方呎。

### 現時樓宇
| 樓宇名稱 | 樓宇類型               | 落成年份 | 樓宇層數 （住宅層數） | 每層伙數 | 每座單位總數（伙） | 建築師                                              | 承建商 （地基承建商） | 提供升降機的廠商 |
| -------- | ---------------------- | -------- | --------------------- | -------- | ------------------ | --------------------------------------------------- | --------------------- | ---------------- |
| 蝶翠苑   | 非標準設計大廈 （Y型） | 2022年   | 38 （1-36樓）         | 23       | 828                | 房屋署總建築師（發展及標準策劃）、 周林建築師事務所 | 瑞安建業 （泰昇地基） | 通力             |

### 前身樓宇（原柴灣邨）
| 樓宇座號 | 樓宇型號 | 落成年份 | 清拆年份 | 備註                           |
| -------- | -------- | -------- | -------- | ------------------------------ |
| 第13座   | 第四型   | 1966年   | 1999年   | 與保良局總理聯誼會第一小學相連 |

## 設施
屋苑平台設兒童遊樂場，另附停車場及兩間商舖。
此外，政府將出資於屋苑基座設立一所長者鄰舍中心。

## 興建期間的圖片庫

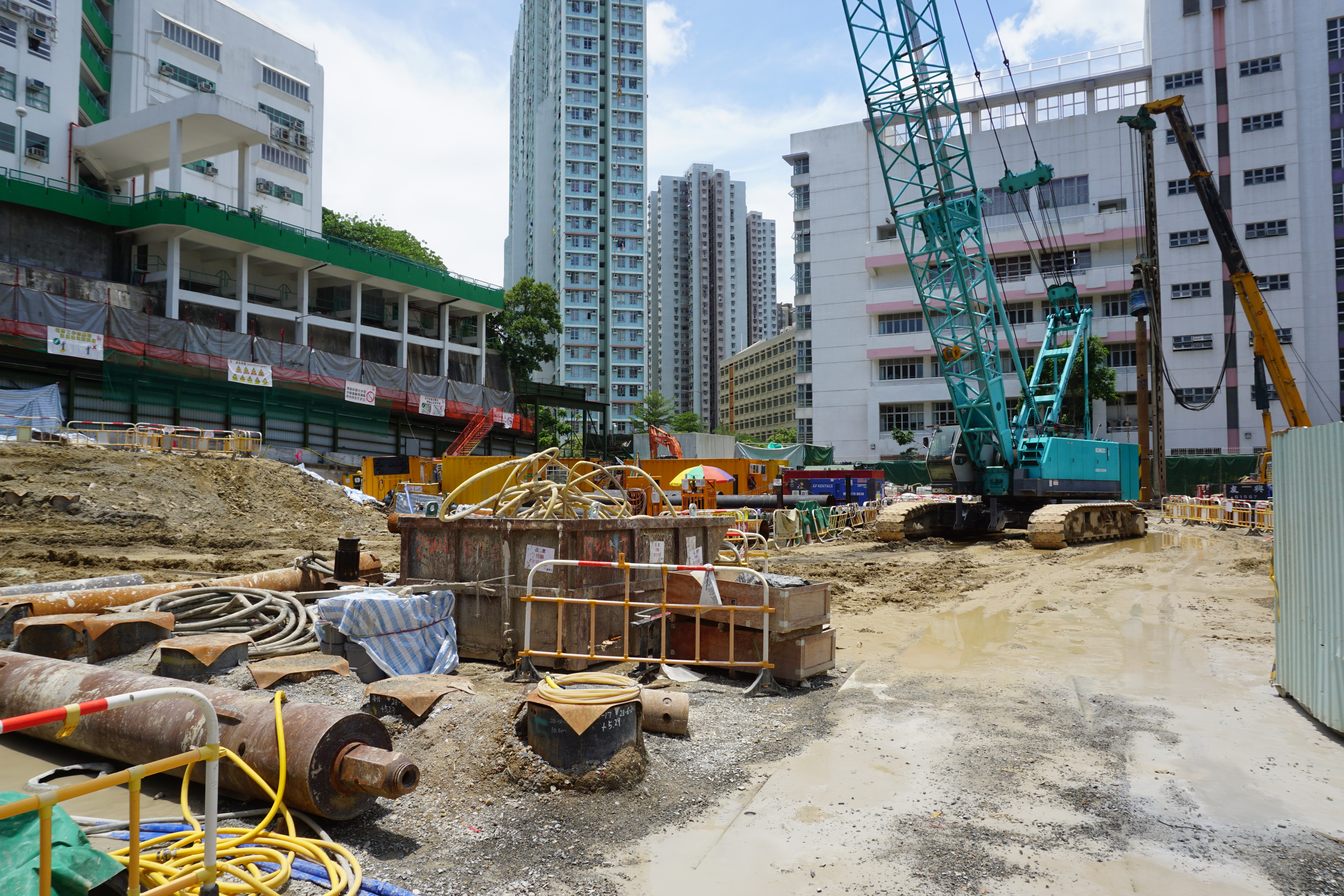
地基工程（2018年7月）
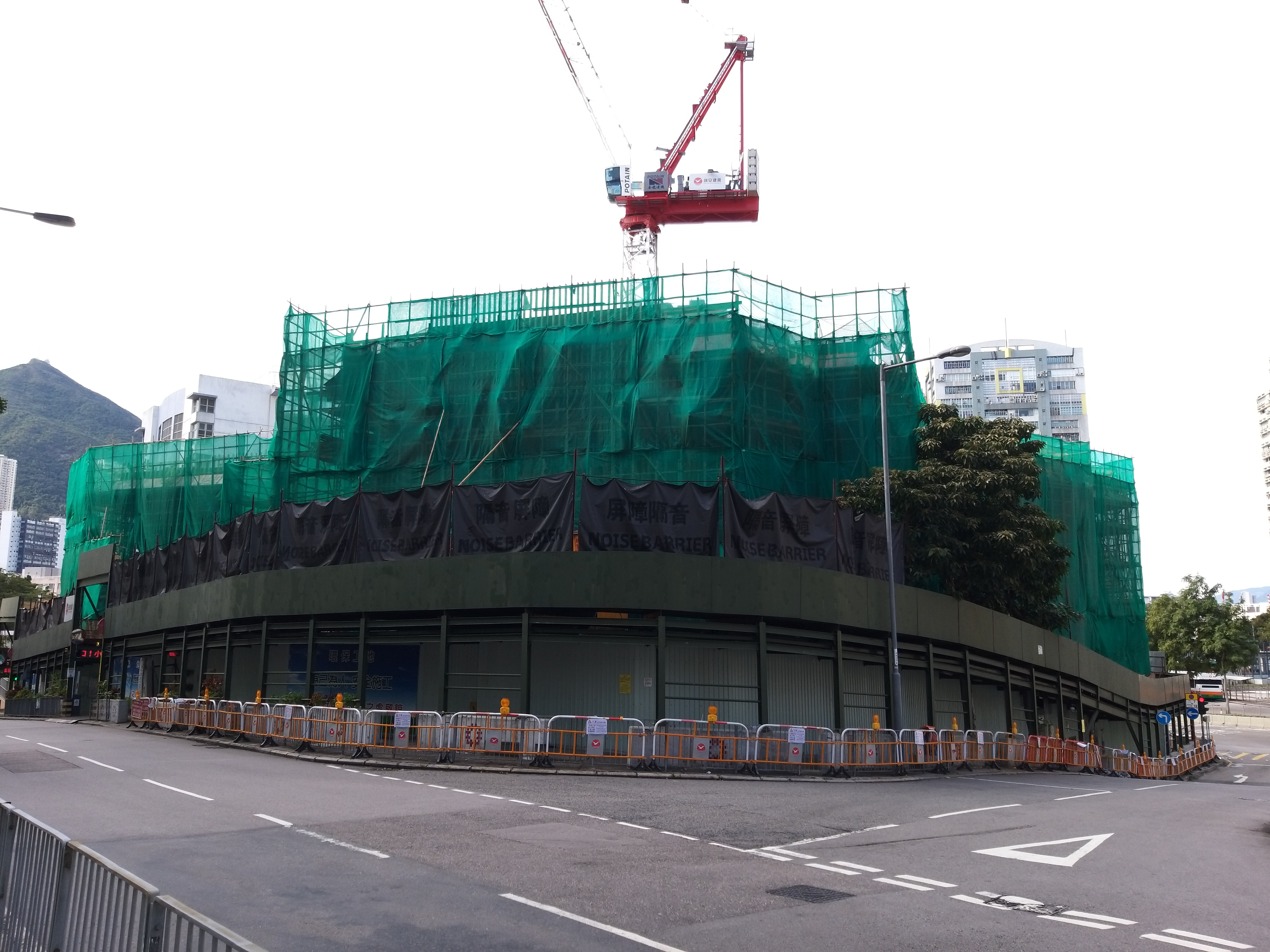
興建基座（2020年1月）
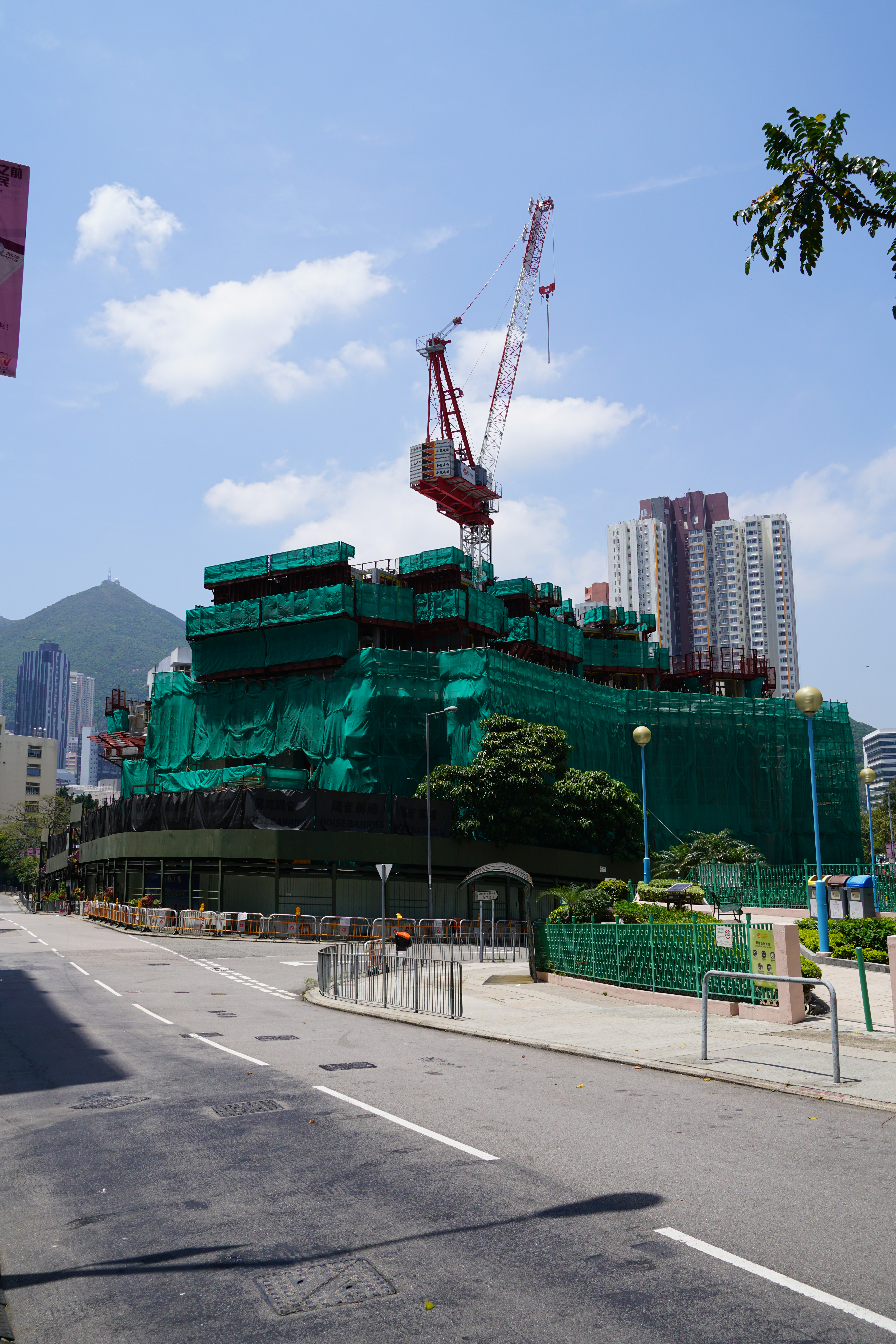
建至第一層住宅（2020年4月）
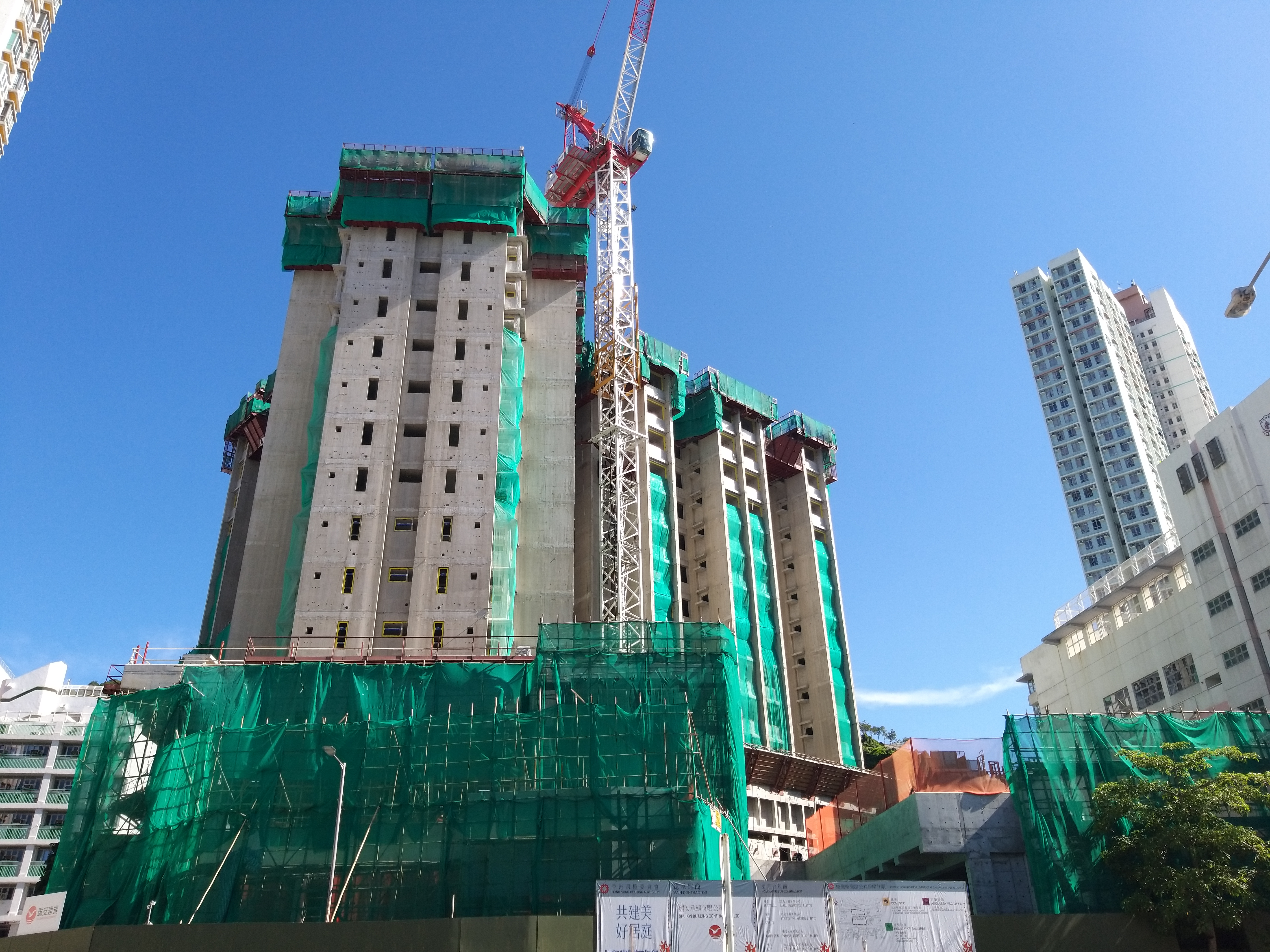
2020年7月
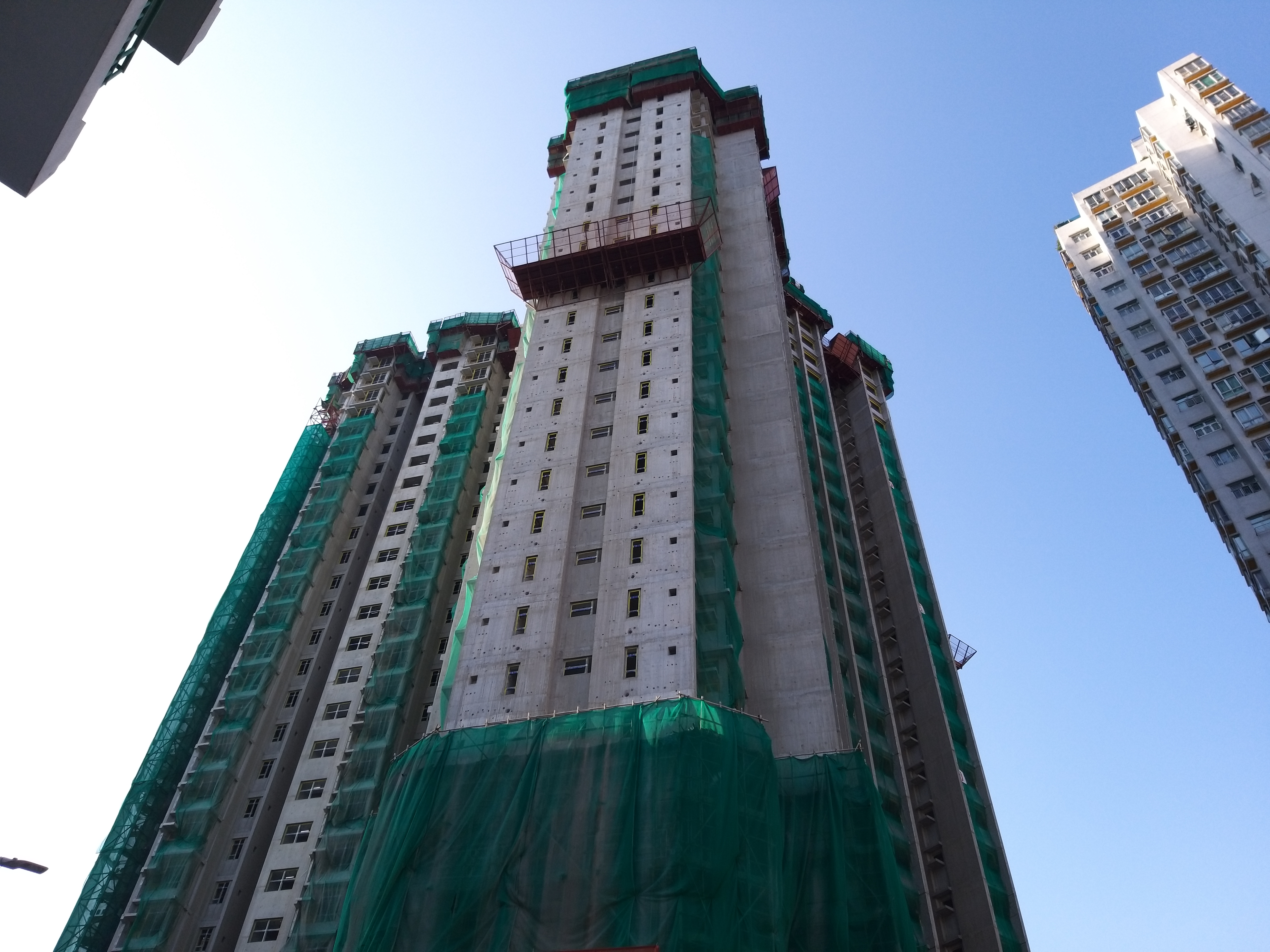
2020年11月
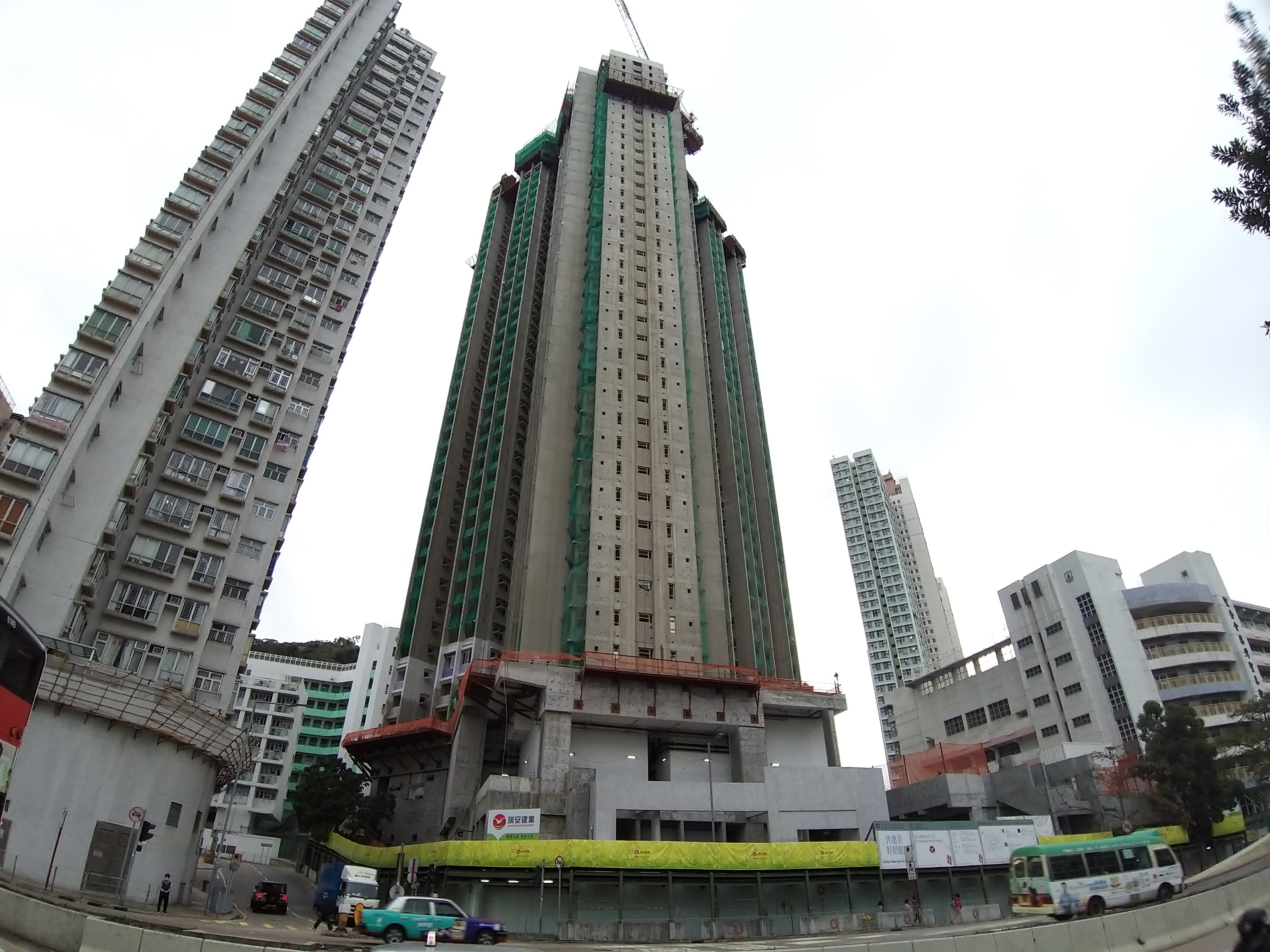
正在封頂（2021年2月）
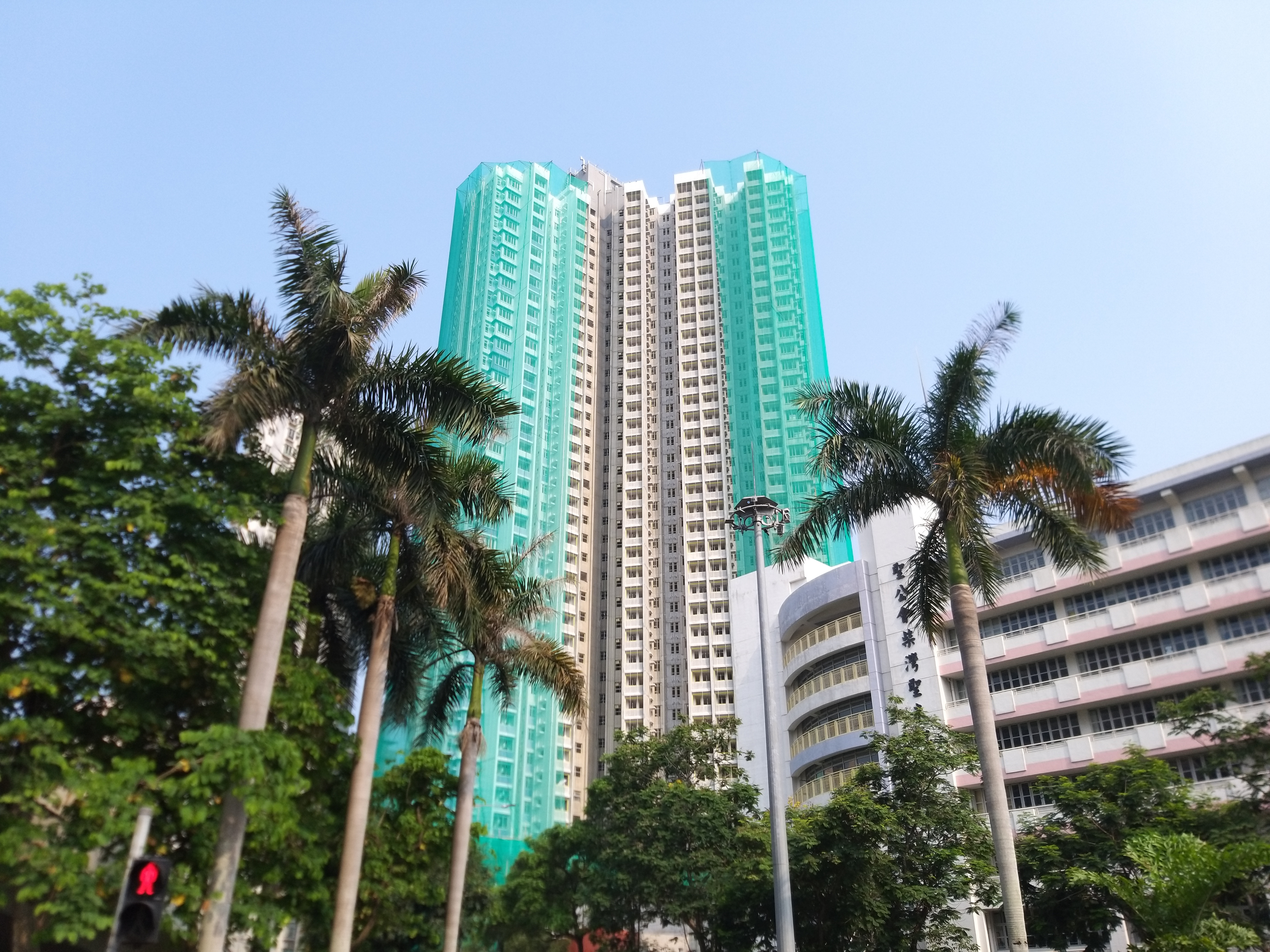
2021年6月
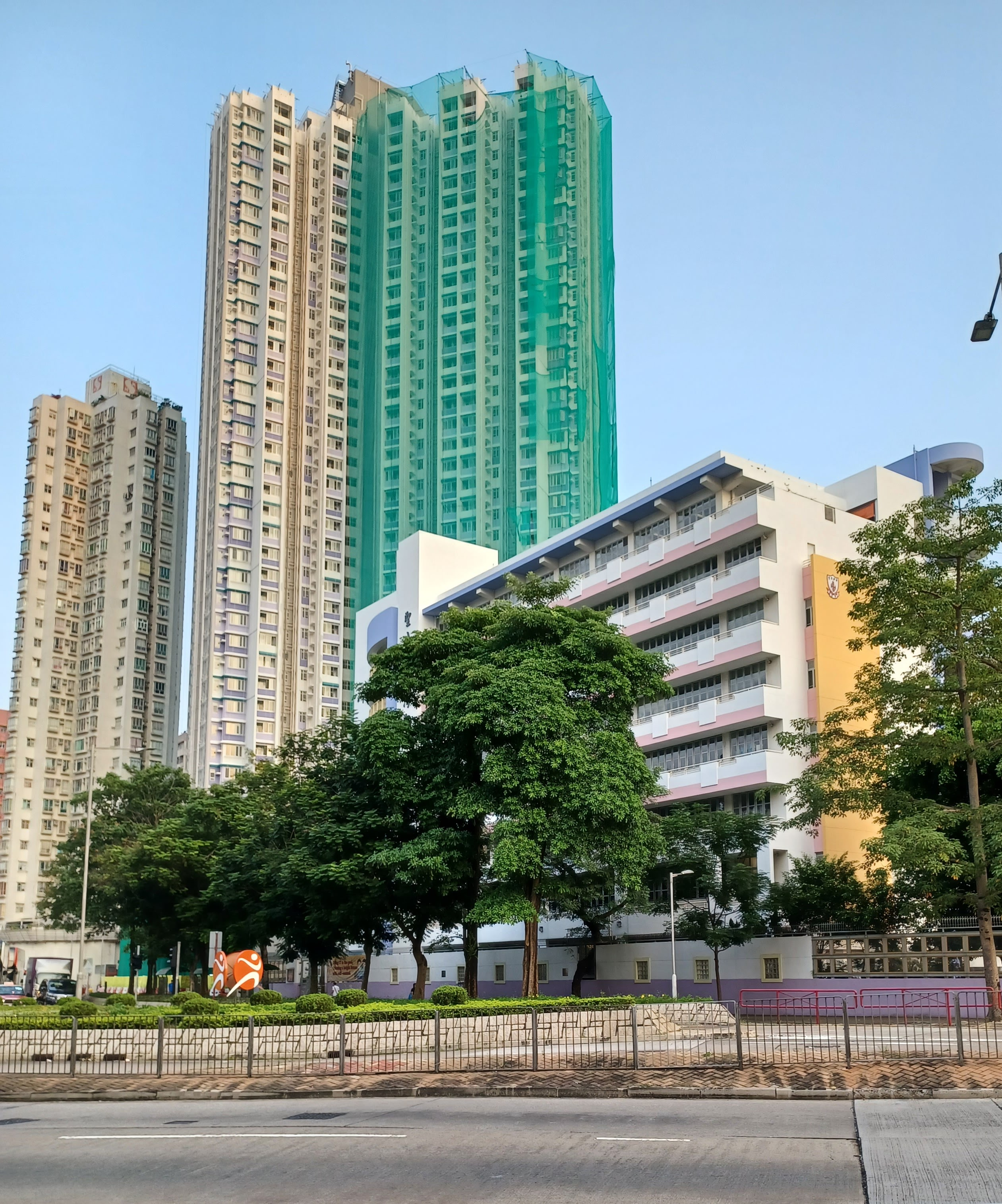
正在上漆（2021年9月）
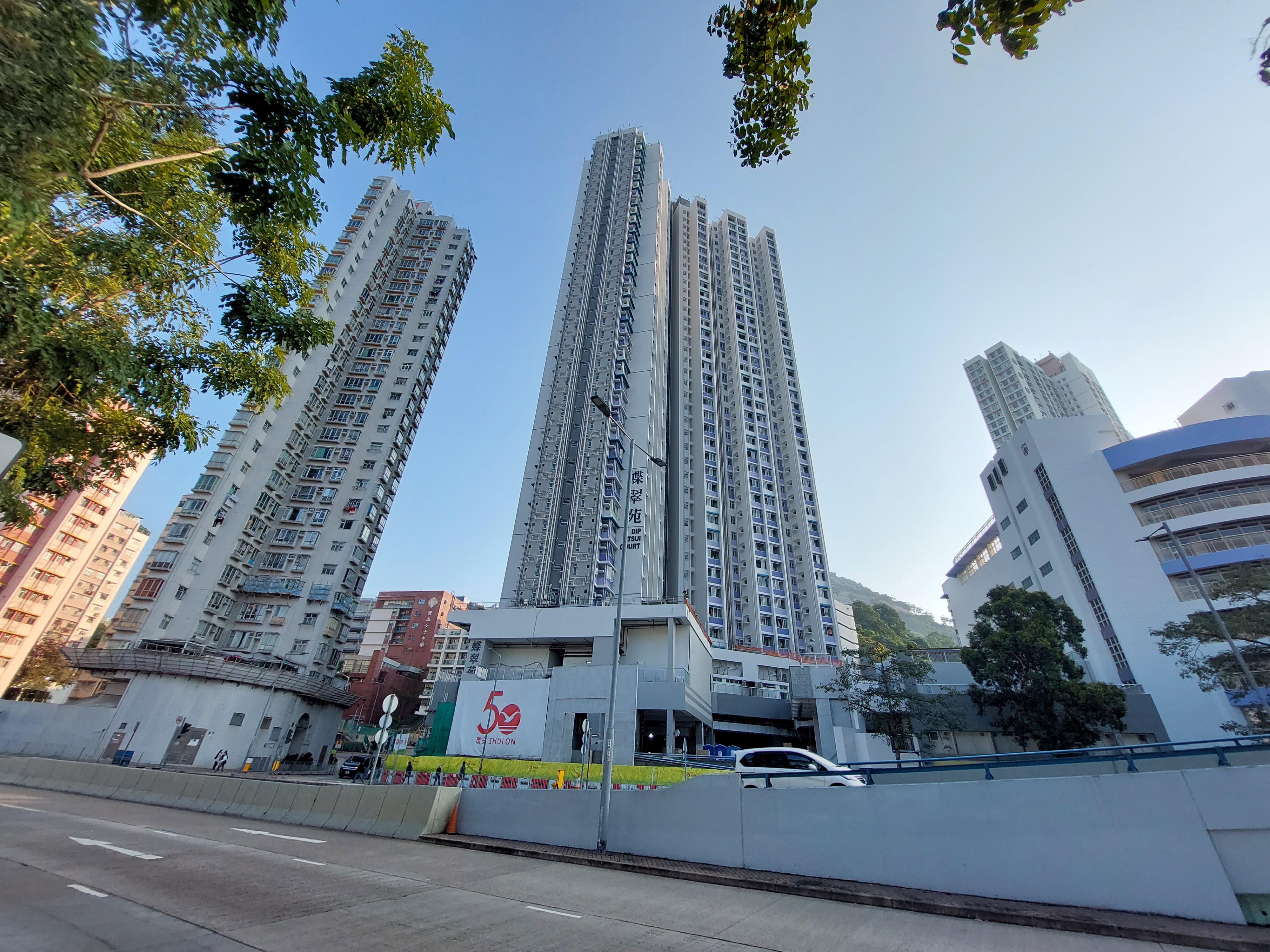
外觀大致完工（2022年1月）

## 附近建築
- 柴灣邨
- 聖公會柴灣聖米迦勒小學
- 明愛柴灣馬登基金中學
- 海德園（建築中）

## 倉猝成立法團事件
2023年3月，房屋署及管理公司在沒有詳細與業主溝通下，倉猝決定召開居民大會投票選出業主立案法團，引起很多業主不滿。有一群自發的街坊連日在屋苑正門設立櫃檯，向住戶表達「不應倉猝成立業主立案法團」的意見。他們希望當局能理解居民訴求，延遲成立法團之舉。同年3月25日，居民大會在漁灣社區會堂舉行，結果有32%業主出席，贊成票數不足3成，否決了成立業主立案法團。
根據「蝶翠苑關注組」Facebook專頁資料顯示，該屋苑業主投訴大廈外牆自2022年10月八號風球後開始滲水，至今仍未獲解決，亦有業主表示屋苑入伙未夠1年，已經壞水泵、經常壞升降機及鼠患問題等，房屋署作為經理人卻未有好好處理，郤突然要選出法團，居民指責房屋署未解決問題就離場，企圖將問題及維修責任推卸給法團，因而民怨四起。加上近年坊間有居屋傳出有關業主立案法團的負面新聞，例如工程圍標、貪污、胡亂開支、失竊等問題，令業主蒙受損失，所以引起居民不滿。
另外屋苑的管理工作初期是港深聯合物業有限公司負責管理， 直到2024年下旬轉為其士富居物業管理有限公司管理。